# Michel Cloup
Michel Cloup est un musicien français originaire de la région toulousaine. Chanteur, guitariste et metteur en son, il est connu pour son travail au sein du groupe Diabologum de 1993 à 1998. Il est aussi membre des collectifs Expérience entre 2000 et 2008, Binary Audio Misfits et Panti Will entre autres. Il publie en 2011 son premier album solo : Notre silence Depuis il continue sa carrière solo ainsi que de multiples collaborations avec le monde de l'art contemporain, du cinéma et du théâtre.

## Biographie
Michel Cloup forme Diabologum en compagnie de son alter ego Arnaud Michniak à Toulouse au début des années 1990. En 1993 le groupe publie son premier album. En 1998 le groupe se sépare, laissant une trace importante dans le rock indépendant français. Michel Cloup fonde le groupe Expérience, et sort un premier album en 2001, Arnaud Michniak se concentrant quant à lui sur son projet intitulé Programme. La rencontre entre Expérience et le collectif de MC The Word Association originaire du Texas donnera lieu au projet Binary Audio Misfits, qui outre se produire sur scène sortira un EP et un Album. À la suite de cela Michel Cloup sort en 2011 son premier album solo Notre silence. Le disque rencontre un certain succès dans la presse spécialisée. Il se lance dans une tournée française afin de promouvoir et défendre son album. Cette même année le groupe Diabologum se réunit pour la première fois sur scène depuis sa séparation. En 2014 il publie l'album Minuit Dans Tes Bras sous le nom de Michel Cloup Duo avec le batteur Patrice Cartier. Début 2016, paraît chez Ici, d'ailleurs, l’album Ici et là-bas, toujours en duo, mais cette fois-ci avec le batteur Julien Rufié. Ils publient ensemble « Danser danser danser sur les ruines » en 2019, toujours chez Ici d’Ailleurs. En 2020, Pascal Bouaziz (Mendelson, Bruit Noir) les rejoint pour travailler sur l’adaptation musicale du roman de Joseph Ponthus « À la ligne, feuillets d’usine » où l’auteur participe aussi vocalement ainsi que plusieurs anciens de ses collègues de travail à l’abattoir. Un album sort en 2020 chez Ici d’Ailleurs, tandis que la version concert sillonne France, Belgique et Suisse.
Il publie en novembre 2022 l'album "Backflip au dessus du chaos".

## Discographie

### Avec Diabologum

#### Albums
- C'était un lundi après-midi semblable aux autres (1993) - Lithium
- Le Goût du jour (1994) - Lithium
- #3 (1996) - Lithium

#### Singles
- Les Garçons ont toujours raison EP (1994) - Lithium
- L'Art est dans la rue EP (1994) - Lithium
- À découvrir absolument EP - (1996) Lithium
- À côté, sur Douze Inédits #1 (1997) - Lithium
- 365 jours ouvrables EP - (1997) Lithium
- Split EP avec Manta Ray  - (1997) La Ultima historia de seduccion

#### Clips
- À découvrir absolument - (1996) réalisé par Rodolphe Cobetto-Caravanes
- À découvrir absolument (remix) - (1996) réalisé par Rodolphe Cobetto-Caravanes
- 365 jours ouvrables - (1997) réalisé par Rodolphe Cobetto-Caravanes

### Avec Lucie Vacarme

#### Albums
- Milkyway (1992) - Lithium (LICD 05)

#### Singles
- Metalvox EP (1991) - Lithium (LICD 02, LLLV 02)

### Avec Peter Parker Experience

#### Albums
- album (1994) - Lithium
- lp, ep's & bonus (2004) - Green Ufos

#### Singles
- single (1993) - Cornflakes zoo
- nuage nuage (double single avec dogbowl) (1995) - Lithium

### Avec Expérience
- Aujourd'hui maintenant (2001) - Lithium
- Hémisphère gauche (2004) - Labels
- Positive karaoke with a gun/negative karaoke with a smil (2005) - Boxson/Discograph/Green Ufos (sp)
- Nous (en) sommes encore là (2008) - Boxson/Discograph/Green Ufos (sp)

### Avec Binary Audio Misfits
- Brain drain generation EP (2009) - doradorovitch
- B.A.M! (2010) - Platinum records

### Avec Panti Will
- H-E-L-L (2003) - doradorovitch

### Michel Cloup Duo

#### Albums
- 2011 : Notre silence
- 2014 : Minuit dans tes bras
- 2015 : Nous vieillirons ensemble - Live à la Gaîté Lyrique (18 février 2014)
- 2016 : Ici et là-bas
- 2019 : Danser danser danser sur les ruines

### Michel Cloup
- 2022 : "Backflip au dessus du chaos" (ici d'ailleurs...)

#### Singles
- 2010 : Le cercle parfait (cd single)
- 2013 : Nous vieillirons ensemble / Au milieu de nulle part (45 tours)
- 2013 : J'ai peur de nous / Vieux frère (45 tours)
- 2020 : Bleu Bleu (streaming)

#### Vidéo
- 2010 : Le cercle parfait (réalisée par Michel Cloup)
- 2011 : Cette Colère  (réalisée par Béatrice Utrilla)
- 2014 : J’ai peur de nous (réalisée par Béatrice Utrilla)
- 2016 : Nous qui n'arrivons plus à dire nous (réalisée par Jean-Gabriel Périot)
- 2016 : Ici et là-bas (réalisée par Michel Cloup et Béatrice Utrilla)
- 2019 : Les invisibles (réalisée par Michel Cloup)
- 2019 : Gagnants (réalisée par Michel Cloup)

### Avec Béatrice Utrilla
- 2011 : Maintenant (compilation de films et vidéos en DVD)
- 2017 : Etats des lieux intérieurs (Album audio sorti en Vinyle, cd et streaming).

### Avec Pascal Bouaziz
- 2012 : Ville nouvelle / Nouvelle ville (avec Patrick Cartier)
- 2020 : À la ligne – chansons d’usine (adaptation musicale du livre de Joseph Ponthus) Album et spectacle-concert.

## Autres expériences artistiques

### Au cinéma
Il joue dans le court métrage Si jamais nous devons disparaître ce sera sans inquiétude mais en combattant jusqu'à la fin de Jean-Gabriel Périot avec Tamara Bacci et Patrice Cartier. Il compose la musique originale du film « Retour à Reims (fragments) » (2022).

### Au théâtre
Il assure la création musicale et joue un rôle dans la pièce Bleu Bleu et la performance Une autre planète Ailleurs dans l'Espace de Stéphane Arcas, ainsi que dans son adaptation de « Retour à Reims (sur fond rouge) » en 2017 au théâtre Varia (Bruxelles).